# 아틀레티코 산루이스
클루브 아틀레티코 데 산루이스(스페인어: Club Atlético de San Luis)는 아틀레티코 산루이스(스페인어: Atlético San Luis)로도 불리는 멕시코의 축구 클럽으로 산루이스포토시주 산루이스포토시를 연고로 한다. 현재 멕시코의 축구 리그인 리가 MX에 참가하고 있다.

## 역사
아틀레티코 산루이스는 2013년에 산루이스포토시를 연고로 하던 축구 클럽인 산루이스 FC가 해체되면서 새로 창단했다. 치아파스주 툭스틀라구티에레스를 연고로 하던 치아파스 FC는 2016-17 리가 MX 시즌에 맞춰 연고지를 산루이스포토시로 이전했지만 규정에 맞지 않아서 아센소 MX나 리가 MX에 참가하지 못했다.
아틀레티코 산루이스는 2017년에 치아파스 FC가 해체되면서 연고지를 산루이스포토시로 이전했다. 2017년 3월 16일에는 스페인의 축구 클럽인 아틀레티코 마드리드가 산루이스주, 기타 소수 운영자들과 함께 아틀레티코 산루이스의 전체 지분 50%를 소유하기로 결정했는데 아틀레티코 마드리드는 자신들의 클럽 철학을 아틀레티코 산루이스에 이식하겠다는 것이 목표였다고 밝혔다.
아틀레티코 산루이스는 아페르투라 2018, 클라우수라 2019 아센소 MX 시즌에서 연달아 우승을 차지했으며 2019년 5월 5일에는 아센소 MX 플레이오프 토너먼트에서 도라도스 데 시날로아를 누르고 사상 처음으로 리가 MX로 승격되었다.

## 성적
- 아센소 MX 2회 우승 (아페르투라 2018, 클라우수라 2019)

## 선수 명단

### 현역
참고: FIFA 자격 규정에 따라 소속된 국가대표팀 국기를 표시합니다. 선수는 복수의 FIFA 비회원국 국적을 가지고 있을 수 있습니다.
| 번호 | 포지션 | 국적         | 이름                   |
| ---- | ------ | ------------ | ---------------------- |
| 7    | FW     | 코트디부아르 | 프랑크 볼리            |
| 8    | DF     | 우루과이     | 후안 마누엘 사나브리아 |
| 9    | FW     |              | 레오 보나티니          |
| 10   | MF     |              | 마테오 클리모비치      |
| 11   | MF     |              | 비티뉴                 |
| 13   | MF     |              | 로드리고 도우라도      |

| 번호 | 포지션 | 국적 | 이름                     |
| ---- | ------ | ---- | ------------------------ |
| 19   | MF     |      | 세바스티앙 살레스 라몽쥬 |

## 역대 감독
| 감독                   | 임기        |
| ---------------------- | ----------- |
| 호세 프란시스코 몰리나 | 2017 ~ 2018 |